# Cerkiew św. Pawła Apostoła w Las Vegas
Cerkiew św. Pawła Apostoła – parafialna cerkiew prawosławna w Las Vegas.
Świątynia prawosławna w Las Vegas została wzniesiona w latach 1990–1995 na potrzeby istniejącej od 1988 parafii. Jej uroczystego poświęcenia dokonał zwierzchnik Kościoła Prawosławnego w Ameryce metropolita Teodozjusz (Lazor) w dniu 13 maja 1995. Obiekt utrzymany jest w stylu ormiańskim i naśladuje cerkiew św. Rypsymy w Eczmiadzynie, powstałą w VII stuleciu. Proces urządzania wnętrza świątyni jest stale w toku.